# Morten Jensen
Morten Jensen (né le 2 décembre 1982) est un athlète danois, spécialiste du saut en longueur et du sprint. Il mesure 1,89 m pour 81 kg. Son club est le Sparta Atletik.

## Carrière

### Palmarès
| Année | Compétition                    | Lieu  | Résultat | Épreuve          | Performance |
| ----- | ------------------------------ | ----- | -------- | ---------------- | ----------- |
| 2011  | Championnats d’Europe en salle | Paris | 3e       | Saut en longueur | 8,00 m      |

### Records
| Épreuve          | Performance | Lieu       | Date              |
| ---------------- | ----------- | ---------- | ----------------- |
| 100 mètres       | 10 s 29     | Greve      | 18 septembre 2004 |
| 200 mètres       | 20 s 75     | Copenhague | 20 août 2004      |
| Saut en longueur | 8,25 m      | Göteborg   | 3 juillet 2005    |

| Épreuve          | Performance | Lieu     | Date                             |
| ---------------- | ----------- | -------- | -------------------------------- |
| 60 mètres        | 6 s 80      | Malmö    | 27 janvier 2007                  |
| 200 mètres       | 21 s 17     | Malmö    | 19 février 2005 1er février 2009 |
| Saut en longueur | 8,18 m      | Göteborg | 8 février 2006                   |